# WWE Crown Jewel (2023)
WWE Crown Jewel 2023 war eine Wrestling-Veranstaltung der WWE, die als Pay-per-View auf dem WWE Network und dem Streaming-Portal Peacock ausgestrahlt wurde. Sie fand am 4. November 2023 in der Mohammed Abdu Arena in Riad, Saudi-Arabien statt. Es war die 5. Austragung von WWE Crown Jewel seit 2018.

## Hintergrund
Im Vorfeld der Veranstaltung wurden acht Matches angesetzt. Diese resultierten aus den Storylines, die in den Wochen vor dem Pay-per-View bei Raw und SmackDown, den wöchentlichen Shows der WWE, gezeigt wurden.

## Ergebnisse
| Matchart                                                   |                  |      |                                                          | Zeit  |
| ---------------------------------------------------------- | ---------------- | ---- | -------------------------------------------------------- | ----- |
| Singles-Match Pre-Show-Match                               | Sami Zayn        | bes. | JD McDonagh                                              | 9:46  |
| Singles-Match um die World Heavyweight Championship        | Seth Rollins (C) | bes. | Drew McIntyre                                            | 18:24 |
| Fatal-Five-Way-Match um die Women’s World Championship     | Rhea Ripley (C)  | bes. | Nia Jax, Zoey Stark, Shayna Baszler und Raquel Rodriguez | 11:04 |
| Singles-Match                                              | Solo Sikoa       | bes. | John Cena                                                | 16:10 |
| Singles-Match um die WWE United States Championship        | Logan Paul       | bes. | Rey Mysterio (C)                                         | 17:49 |
| Singles-Match um die WWE Women’s Championship              | Iyo Sky (C)      | bes. | Bianca Belair                                            | 16:34 |
| Singles-Match                                              | Cody Rhodes      | bes. | Damian Priest                                            | 11:04 |
| Singles-Match um die Undisputed WWE Universal Championship | Roman Reigns (C) | bes. | LA Knight                                                | 20:02 |

| Funktion      | Name            |
| ------------- | --------------- |
| Kommentatoren | Wade Barrett    |
| Kommentatoren | Michael Cole    |
| Pre-Show      | Megan Morant    |
| Pre-Show      | Peter Rosenberg |
| Pre-Show      | Matt Camp       |
| Ringansager   | Byron Saxton    |